# Test TRH

Przegląd układu tarczycy

Test tyreoliberynowy, test TRH wykonuje się w przypadku, gdy stężenie tyreotropiny (TSH) jest niewłaściwe. Przeprowadzając test TRH oznacza się stężenie TSH we krwi, a następnie dożylnie, donosowo lub doustnie podaje się TRH. Po 30 min. na nowo oznacza się stężenie hormonu TSH. Jeżeli przyrost stężenia wynosi do 3 mj/l wskazuje to na nadczynność tarczycy, a przyrost większy od 30 mj/l – niedoczynność.

Przeczytaj ostrzeżenie dotyczące informacji medycznych i pokrewnych zamieszczonych w Wikipedii.